# OUTtv

Logo von 2008–2012

OUTtv ist ein englischsprachiger Fernsehsender mit Sitz in Toronto, Kanada. Eigentümer sind die Unternehmen Shavick Entertainment (55,9 %), Pink Triangle Press (24,94 %), Peace Point Entertainment Group (15 %) sowie weitere Kleinsteigner (4,16 %) (Stand: 2009).
Der Fernsehsender ging am 7. September 2001 als PrideVision TV (Eigentümer damals: Headline Media Group) auf Sendung. Mit diesem Starttermin ist der Fernsehsender der weltweit erste Fernsehsender über Kabel, der sich in einem 24-Stunden-Dauerprogramm an LGBT-Personen in einem Land richtet. Im November 2004 wurde der Fernsehsender PrideVision umstrukturiert und in OUTtv umbenannt.
Im April 2008 ging der LGBT-Fernsehsender OUTTV in den Niederlanden landesweit auf Sendung. Hierbei handelt es sich um einen eigenständigen Fernsehsender, der in Kooperation mit dem kanadischen Fernsehsender arbeitet.
2017 kündigte OUTtv an, den Sendebetrieb auch in Deutschland, Österreich und in der Schweiz aufzunehmen. Stand Anfang 2021 ist OUTtv über NetCologne empfangbar,
seit 14. Juni 2022 ist er auch frei über MagentaTV zu empfangen.

## Programm (Stand: Oktober 2008)
Neben Serien, Filmen, Dokumentationen, Talkshows und weiteren fremdproduzierten Sendungen werden auch eigenproduzierte Formate gesendet.
- The Afterlife with Suzane Northrop

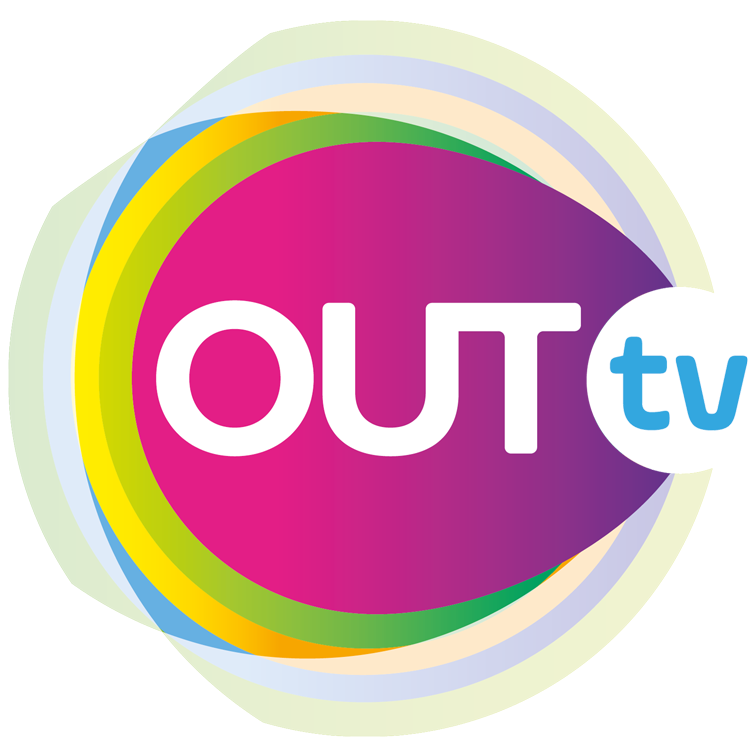
Senderlogo in Europa 2017

- Bad Girls
- Birch & Co.
- BoysTown
- Bump!
- Cherry Bomb
- Chris & John to the Rescue!
- Senderlogo in Europa 2017Crash Course Yoga
- Coming Out Stories
- COVERguy
- Curl Girls
- Dante’s Cove
- The DL Chronicles
- Dr. Terrible’s House of Horrible
- Elvira Kurt: Adventures in Comedy
- Favourite Places
- The Gavin Crawford Show
- Hot Gay Comics
- Hot Pink Shorts
- House of Venus Show
- How Far Will You Go?
- I Now Pronounce You...
- In & Out Moments
- Karma Trekkers
- The Lair
- Let’s Shop
- Let’s Talk Sex
- Men’s Fashion Insider
- Mile High
- Noah’s Arc
- Out and About
- Out in the City
- Out There
- OUTtv Indie Feature
- Picture This!
- Pink Planet
- Strip Search
- Paradise Falls
- Queer as Folk
- QueerEdge
- QueerTV
- Rhona
- Sexplorations
- Tan Lines
- The Vent!
- What’s for Dinner?
- Wisecrack
- Under the Pink Carpet
- Urban Nites